# 蒋明红
蒋明红（1957年9月—），男，汉族，广西全州人，中华人民共和国政治人物，曾任广西壮族自治区人大常委会秘书长，第八届全国政协委员。